# Реформа итальянских спецслужб 2007 года
Реформа итальянских спецслужб 2007 года была осуществлена в соответствии с законом Итальянской Республики № 124 от 3 августа 2007 года. До этого деятельность итальянских спецслужб регулировалась Законом 810/1977, действовавшим с 1977 года.
Во время нахождения у власти второго правительства Р. Проди (2006—2008), парламентом Италии был принят закон № 124 от 3 августа 2007 года, согласно которому была создана новая структура разведывательного сообщества Италии — Система информации для безопасности республики. Закон № 124 устанавливал, в частности, более жесткий контроль над разведсообществом со стороны премьер-министра Италии, который производит назначение директоров и заместителей директоров каждой из спецслужб, а также осуществляет

обеспечение координации политики безопасности, проводит консультации с межведомственным комитетом по безопасности республики, осуществляет необходимые меры для организации и функционирования информационной системы для безопасности республики— Ст.1, п.3 Закона №124 от 3 августа 2007 года

## Изменение организационной структуры разведывательного сообщества
В соответствии с Законом № 124 произошло преобразование SISDE в AISI, SISMI в AISE, CESIS в Департамент информации и безопасности (DIS), Парламентский комитет по контролю за разведкой был реорганизован в Парламентский комитет по безопасности республики и, кроме того, был создан Межведомственный комитет по безопасности республики (CISR), наделённый широкими полномочиями и подконтрольный непосредственно премьер-министру. В состав CISR входят министр иностранных дел, министр внутренних дел, министр обороны, министр юстиции и министр экономики и финансов.
В отличие от существовавших ранее отдельных спецслужб SISMI (при министерстве обороны) и SISDE (в министерстве внутренних дел), произведено разделение функций спецслужб на «внутреннюю» и «внешнюю» безопасность.
Новая структура военной разведки Италии, получившая название «Отдел информации и безопасности» (итал.  II Reparto - Informazioni e Sicurezza, подразделение Объединённого комитета начальников штабов Италии) не включена в Систему информации для безопасности республики. Функции «Отдела информации и безопасности» ограничены вопросами военной полиции, а также сбором информации в целях поддержки зарубежных операций вооруженных сил, в координации с AISE.

## Правовые рамки деятельности спецслужб
Деятельность спецслужб должна происходить в рамках действующего законодательства. В ситуациях, требующих формального нарушения закона в интересах оперативной деятельности, операция должна быть санкционирована в письменной форме уполномоченным руководителем спецслужбы с указанием обоснования. В случае крайней срочности директор соответствующей спецслужбы может дать санкцию лично с немедленным уведомлением премьер-министра и руководителя Департамента информации и безопасности.
В соответствии со ст. 17 Закона 124/2007:
«особые причины для оправдания (сотрудников спецслужб), упомянутые в пункте 1, не применяются, если их действия составляют преступления, причиняющие вред жизни, физической неприкосновенности, личной свободы, нравственной свободы, здоровью или безопасности лица или группы лиц.»
Спецслужбам Италии запрещены «специальные операции» в офисах политических партий, региональных административных органов, офисах профсоюзных организаций, а также препятствующие профессиональной деятельности журналистов.
Составление незаконных досье (вне рамок институциональных учреждений) карается лишением свободы на срок от трех до десяти лет, также запрещено создание секретных архивов.

## Режим секретности
Придание информации статуса государственной тайны является прерогативой премьер-министра, который может засекречивать материалы сроком на 15 лет с возможностью продления этого срока до 30 лет. Режим государственной тайны может быть распространён на документы, новости, мероприятия и другие информационные материалы. Статус государственной тайны не может применяться к таким фактам, как подрывная деятельность, терроризм и преступления, совершённые с особой жестокостью. В частности, государственная тайна не может быть основанием для отказа в доступе к соответствующим документам Конституционного суда. Информация со статусом «государственная тайна» может быть рассекречена по требованию прокурора в случае, когда основания для засекречивания перестали существовать. Режим секретности также может быть снят по решению Парламентского комитета по безопасности республики при единогласном решении всех его членов.